# Tritomite-(Y)
La tritomite-(Y) è un minerale appartenente al gruppo della britholite.